# シカレ
シカレ(Xcaret)はメキシコ・キンタナ・ロー州のカリブ海沿岸に所在するマヤ文明の遺跡である。
カンクンから南西に約100km、トゥルムからは北東に約80kmに位置し、対岸にコスメル島がある。
スペインに占領されるまで周辺のマヤ国家の貿易港として繁栄した。
現在はシカレ海浜公園が有名になり、公園内にいくつかの遺跡が含まれている。

## 概要
メキシコ国立人類学歴史研究所の調査によると、最初の建造物は西暦200-600年頃、残りのほとんどは1200-1500年の間に建てられた。
後古典期後期の建造物は海岸沿いに多く、これらは海からの敵に対する見張り目的だったとされる。
要塞のような外壁があり、海に対して開いた形状の壁を持つトゥルムとは対照的である。
1527-1529年の間、スペインによるユカタン半島東岸の侵略拠点として、アロンソ・ダヴィラとフランシスコ・デ・モンテーホが居住した。

## 名称の由来
マヤ語での発音はイシュカレの方が近く、「小さな入江」を意味する。ただし、元々はPole(ポレ、商品取引の意)と呼ばれており、
Xcaretは後につけられた名称である。